# しばたひろこ
しばたひろこは、日本の漫画家。北海道岩見沢市出身。血液型はAB型。

## 人物
1980年に『LaLaフレッシュ増刊(1980年9月増刊号)』（白泉社）掲載の「かしこいうさぎさんのシュークリーム」でデビューし、翌1981年に同誌で開始した『ムーンドロップ町のかしこいうさぎさん』で連載デビュー。以降同誌や『LaLa DX』、『Wendy』、『Cindy』（いずれも白泉社）などで作品を発表。
作風は、ほのぼのメルヘン系（『ムーンドロップ町のかしこいうさぎさん』）や、ほのぼのギャグ系（『ブライアン君の休暇』）である。代表作は、いずれも人間と動物が主人公であり、普通に会話する。
『ムーンドロップ町のかしこいうさぎさん』では、かしこいうさぎさんと、詩人のテープ君、『ブライアン君の休暇』では、作者を彷彿とさせる漫画家「うーさん」（作者の大学時代のニックネーム）と、彼女のファンであり南極から来て居候する、食い意地が張って忘れっぽいブライアン君と、後輩のワシントン君、リンカーン君の3羽のペンギンである。
『ブライアン君の休暇』では、札幌、小樽、ニセコ、張碓駅、石狩浜、雪、熊の出没など、北海道ネタが多い。また、ブライアン君が一気食いする怪音「べろんごっくん」など、少女向け漫画らしからぬユニークなギャグが特徴的である。
1990年代以降は、目立った活動は見られない。

## 漫画作品
コミックス未収録作品が多く、計3巻に全作品の3分の1ほどしか収録されていない。
- 『ムーンドロップ町のかしこいうさぎさん』白泉社（花とゆめコミックス） 全1巻 1984年。
- 『ブライアン君の休暇』白泉社（花とゆめコミックス） 全2巻 1987年、1988年。